# Mont-de-l'If
Mont-de-l’If là một xã thuộc tỉnh Seine-Maritime trong vùng Normandie miền bắc nước Pháp.

## Dân số
| 1962                                 | 1968 | 1975 | 1982 | 1990 | 1999 | 2006 |
| ------------------------------------ | ---- | ---- | ---- | ---- | ---- | ---- |
| 41                                   | 66   | 53   | 52   | 83   | 96   | 106  |
| Từ năm 1962: Dân số không tính trùng |      |      |      |      |      |      |